# كاثلين غوسنز
كاثلين غوسنز (بالإنجليزية: Kathleen Goossens)‏ (و. 1976 – م) هي مغنية، وممثلة من بلجيكا.

## وصلات خارجية
- كاثلين غوسنز على موقع IMDb (الإنجليزية)
- كاثلين غوسنز على موقع ميوزك برينز (الإنجليزية)
- كاثلين غوسنز على موقع ديسكوغز (الإنجليزية)